# La Petite-Raon
La Petite-Raon és un municipi francès, situat al departament dels Vosges i a la regió del Gran Est. L'any 2007 tenia 910 habitants.

## Demografia

### Població
El 2007 la població de fet de La Petite-Raon era de 910 persones. Hi havia 404 famílies, de les quals 147 eren unipersonals (45 homes vivint sols i 102 dones vivint soles), 114 parelles sense fills, 102 parelles amb fills i 41 famílies monoparentals amb fills.
La població ha evolucionat segons el següent gràfic:
Habitants censats

### Habitatges
El 2007 hi havia 524 habitatges, 410 eren l'habitatge principal de la família, 41 eren segones residències i 73 estaven desocupats. 364 eren cases i 156 eren apartaments. Dels 410 habitatges principals, 275 estaven ocupats pels seus propietaris, 114 estaven llogats i ocupats pels llogaters i 21 estaven cedits a títol gratuït; 5 tenien una cambra, 15 en tenien dues, 68 en tenien tres, 126 en tenien quatre i 196 en tenien cinc o més. 280 habitatges disposaven pel capbaix d'una plaça de pàrquing. A 198 habitatges hi havia un automòbil i a 122 n'hi havia dos o més.

### Piràmide de població
La piràmide de població per edats i sexe el 2009 era:
| Homes | Edats   | Dones |
| ----- | ------- | ----- |
| 0     | 95 o +  | 0     |
| 0     | 90 a 94 | 8     |
| 4     | 85 a 89 | 4     |
| 8     | 80 a 84 | 8     |
| 12    | 75 a 79 | 20    |
| 32    | 70 a 74 | 32    |
| 28    | 65 a 69 | 32    |
| 28    | 60 a 64 | 40    |
| 32    | 55 a 59 | 20    |
| 36    | 50 a 54 | 44    |
| 32    | 45 a 49 | 28    |
| 16    | 40 a 44 | 16    |
| 16    | 35 a 39 | 32    |
| 60    | 30 a 34 | 16    |
| 40    | 25 a 29 | 40    |
| 24    | 20 a 24 | 20    |
| 32    | 15 a 19 | 28    |
| 32    | 10 a 14 | 16    |
| 12    | 5 a 9   | 20    |
| 32    | 0 a 4   | 16    |

## Economia
El 2007 la població en edat de treballar era de 540 persones, 373 eren actives i 167 eren inactives. De les 373 persones actives 298 estaven ocupades (163 homes i 135 dones) i 75 estaven aturades (37 homes i 38 dones). De les 167 persones inactives 52 estaven jubilades, 44 estaven estudiant i 71 estaven classificades com a «altres inactius».

### Ingressos
El 2009 a La Petite-Raon hi havia 389 unitats fiscals que integraven 864 persones, la mediana anual d'ingressos fiscals per persona era de 14.484,5 €.

### Activitats econòmiques
Dels 26 establiments que hi havia el 2007, 3 eren d'empreses extractives, 1 d'una empresa alimentària, 2 d'empreses de fabricació d'altres productes industrials, 7 d'empreses de construcció, 5 d'empreses de comerç i reparació d'automòbils, 3 d'empreses d'hostatgeria i restauració, 2 d'empreses immobiliàries, 2 d'entitats de l'administració pública i 1 d'una empresa classificada com a «altres activitats de serveis».
Dels 9 establiments de servei als particulars que hi havia el 2009, 1 era un taller de reparació d'automòbils i de material agrícola, 2 guixaires pintors, 1 fusteria, 1 lampisteria, 2 electricistes, 1 perruqueria i 1 restaurant.
Dels 2 establiments comercials que hi havia el 2009, 1 era una botiga de menys de 120 m² i 1 una fleca.
L'any 2000 a La Petite-Raon hi havia 7 explotacions agrícoles.

## Equipaments sanitaris i escolars
El 2009 hi havia 1 farmàcia i 1 ambulància.
El 2009 hi havia una escola elemental.

## Poblacions més properes
El següent diagrama mostra les poblacions més properes.